# Ein Sommer am See (Comic)
Ein Sommer am See (englisch This One Summer) ist ein US-amerikanischer Comic, der von Mariko Tamaki geschrieben und Jillian Tamaki gezeichnet wurde. Es handelt sich nach Skim um die zweite Zusammenarbeit der beiden Cousinen. Die Geschichte erschien ursprünglich 2014 bei First Second, im Jahr darauf veröffentlichte Reprodukt die deutsche Übersetzung. Wie jeden Sommer verbringt Rose die Ferien mit ihren Eltern am Awago Beach, wo sie wie immer ihre Urlaubsfreundin Windy trifft. Aber in diesem Jahr ist vieles anders als die Sommer davor. Der Comic wurde mehrfach ausgezeichnet und in zahlreiche Sprachen übersetzt.

## Handlung
Die Protagonistin Rose ist ein Einzelkind und befindet sich am Anfang ihrer Adoleszenz, ihr genaues Alter bleibt allerdings unbekannt. Wie jeden Sommer seit sie fünf Jahre alt ist verbringt sie die Ferien mit ihren Eltern am Awago Beach, einem fiktiven kanadischen Badeort. Hier trifft sie wie immer ihre Urlaubsfreundin Windy, die mit Mutter und Großmutter im Sommerurlaub an dem Badesee ist. Zunächst erscheint alles wie die Jahre davor. Rose und ihre Freundin füllen die langen Sommertage mit sorglosen Ferienaktivitäten: Baden, Reden, Süßigkeiten kaufen oder – in diesem Sommer neu – Horrorfilme schauen, die sie sich im örtlichen Geschäft „Brewster’s“ auf DVD ausleihen.
Aber in diesem Jahr ist auch vieles anders: Nicht nur dass Rose Eltern sich andauernd streiten, auch die Beziehung zwischen Rose und der über ein Jahr jüngeren Windy hat sich verändert. Die Veränderungen zeigen sich in vielen Kleinigkeiten, insbesondere in der Beziehung zwischen Rose und ihren Bezugspersonen. Durch die Streiteren nimmt Rose ihre Eltern erstmals als Menschen mit eigenständigen Sorgen wahr und muss sich deswegen mit Themen wie Beziehungsstress, Depression und Adoption auseinandersetzen. Rose erfährt zum Beispiel, dass ihre Mutter Alice aufgrund ihrer Unfruchtbarkeit und einer Fehlgeburt an Depressionen leidet.
Mit ihrer Freundin Windy nimmt sie einerseits Kindheitsrituale wieder auf, anderseits ist Rose den Spielen bereits entwachsen. Vorsichtig und aus der Distanz beobachten die beiden Mädchen deswegen die ältere Dorfjugend und deren pubertäre Rituale, wobei insbesondere bei Rose die Neugier zunehmend wächst. Hoffnungslos schwärmt sie aus der Ferne für den Teenager Dunc, der als Verkäufer bei Brewster’s arbeitet. Diese Momente zeigen, dass Windy sich noch nicht ganz in der gleichen Lebensphase befindet und tragen zur Entfremdung der zwei Mädchen bei.
Unter den Leuten, die Rose und Windy in diesem Sommer am See treffen, befindet sich auch die ungewollt schwangere Teenagerin Jenny. Vater des ungeborenen Kindes ist Dunc, der sich allerdings nicht zu seiner Rolle und Verantwortung bekennt. Als Jenny an einem Abend zu viel Alkohol trinkt und zu weit auf den See hinaus schwimmt, rettet Alice sie vor dem Ertrinken im See. Nachdem die beiden wieder sicher an Land sind, endet die Geschichte mit Alice und Windys Mutter, die sich im Rückblick mit Alice Fehlgeburt auseinandersetzen.

## Stil
Am Anfang von Mariko Tamakis Geschichten stehen die Figuren, welche die Autorin etwa mit Briefen, Gedichten aber auch zufälligen Notizen herausarbeitet. Wenn man die Charaktere verstehe, wüsste man auch, wie diese sich in der Geschichte verhielten („[i]f you understand your character, you understand what they will do when your plot happens“). Die Tamakis erzählen ihre Geschichte ruhig und zurückhaltend, Dialoge und Text setzt Mariko Tamaki sparsam ein. Ein Sommer am See verfolgt dabei weniger eine zentrale Handlung, sondern widmet sich Rose und ihren Gefühlen in fokussierten Momentaufnahmen. Den Künstlerinnen ist es wichtiger, die einzelne Situation mit Gewichtung auf den Zustand von Rose einzufangen, als eine übergreifende Handlung voranzutreiben. Als verbindendes Element der unterschiedlichen Handlungsstränge mit Rose im Zentrum dient der letzte unbeschwerte Sommer zwischen Kindheit und Pubertät. Es handelt sich zwar um eine rein fiktive Geschichte, allerdings beruht die Kulisse einer kanadischen Urlaubssiedlung auf Kindheitserfahrungen von Mariko Tamaki.
Jillian Tamaki setzt ihre Zeichnungen mit einer klaren, dynamischen Linienführung in einem naturalistischen Stil um, die an Blankets von Craig Thompson erinnern. Bei der Farbpalette beschränkt sie sich auf warme, blaue bis violette Töne und Schattierungen. Zusätzliche Tiefe gewinnen die Bilder durch die Verwendung zahlreicher unterschiedlicher Texturen und Strukturen. Zum einen gestaltet Tamaki ihre Bilder detailliert und mit fein ausgearbeiteten Hintergründen, etwa bei der Darstellung von Landschaften und Innenräumen, zum anderen verzichtet sie teilweise aber auch vollständig auf Hintergründe und setzt so den Fokus verstärkt auf die Figuren. Regelmäßig verwendet die Comiczeichnerin großformatige Bilder, seitenüberspannende Panels und dialogfreie Sequenzen. Ihre Figuren arbeiten die Tamakis ebenfalls detailliert und individuell heraus, wobei die graphische Umsetzung der Personen weniger akribisch ausfällt als die der Umgebungen. Die zurückhaltende Rose ist dünn, schlaksig und wirkt nicht nur durch ihre blonden Haare blass. Windy ist kleiner als ihre Freundin, pummelig, hat dunkle Haare und Sommersprossen. Während bei Rose die Kraft unter der Oberfläche zu schlummern scheint, strotzt Windy nur so vor Energie. Zum Beispiel sieht man in einer großformatigen Szene Windy, wie sie wild und ausgelassen um einen Tisch herumtanzt, während Rose an eben diesem sitzen bleibt. Die Comiczeichnerin verzichtet in diesem Panel auf den Hintergrund, zu sehen sind nur der Tisch und die Figuren (Windy mehrfach aufgrund ihrer Tanzeinlage).

## Veröffentlichungen
Die englische Originalausgabe This One Summer erschien am 6. Mai 2014 bei First Second (320 Seiten, Paperback, ISBN 978-1-59643-774-6). Der Verlag empfiehlt die Graphic Novel Lesern ab einem Alter von 12 Jahren, insbesondere wegen der teilweise vulgären Ausdrucksweisen. Im folgenden Jahr brachte Reprodukt die deutsche Übersetzung von Tina Hohl als Ein Sommer am See heraus (320 Seiten, Hardcover, ISBN 978-3-95640-025-4). Das Handlettering übernahm Michael Hau. Es gibt weitere Übersetzungen ins Dänische, Französische, Italienische, Norwegische, Polnische, Portugiesische, Russische, Spanische, Schwedische und Tschechische.

## Kritiken
Trotz anfänglicher Skepsis in Anbetracht der vielen Graphic Novels über das Erwachsenwerden zeigt sich Christoph Haas in die Süddeutsche Zeitung überrascht und begeistert von Ein Sommer am See. Das Buch sei ein Meisterwerk und überzeuge nicht nur durch „großes Können, sondern auch durch wunderbar neuartige Bilder von Vertrautem“. Selten habe der Rezensent eine „derart sensible, sinnliche, das Lebensgefühl zwischen Euphorie und Bedrückung großartig einfangende Graphic Novel“ wie diese gelesen. Laut Moritz Piehler in Der Spiegel beschreibt Ein Sommer am See gelungen eine Mädchenfreundschaft und den letzten Kindheitssommer. Diesem Lebensgefühl hätten die Tamakis „ein kleines, feines Denkmal geschaffen, durch den der nostalgische Hauch von vergangenen Sommerferien weht“. Der Graphic Novel gelänge eine „wunderschön sentimentale Momentaufnahme einer Mädchenbeziehung“. Themen wie Freundschaft, Mobbing, Sexualität und Geschlechtsidentität werden in der Geschichte thematisiert, ohne dabei aufdringlich oder plakativ zu wirken. Die Zeichnungen von Jillian Tamaki füllen die „Coming-of-Age-Geschichte so geschickt mit Leben, dass man als Leser fast meint, aus der Ferne am See spielende Kinder zu hören“. Bei Comicgate hält Thomas Kögel fest, dass Ein Sommer am See keinen zentralen Plot vorantreibe, sondern viel wichtiger seien Gefühl und Zustand, in dem Rose sich befindet. Trotz der über 300 Seiten Umfang erwarten den Leser weder Pathos noch große Gesten, sondern eine „leise, zurückhaltend und mit einer sehr angenehmen Beiläufigkeit“ erzählte Geschichte. Jillian Tamaki gelänge es hervorragend, Stimmungen mit ihren Zeichnungen einzufangen und zu vermitteln. Der Comic entwickelte von Anfang an einen Sog, weswegen sich das Buch „sehr leicht und überraschend schnell“ lesen lasse.
Laut Susan Burton in The New York Times handelt es sich bei This One Summer um eine wundervolle Coming-of-Age-Geschichte, die sich wegen der gelungenen graphischen Form nicht nur für Fans des Genres hervorragend eigne („a graphic novel for readers who appreciate the form, as well as for fans of traditionally told coming-of-age stories. If I worked at a bookstore, I’d be hand-selling it to customers […]“). Die Protagonistin Rose sei im Stillen genauso kraftvoll, wie der ergreifende und bewegende Comic selber („[s]he proves herself to be as quietly powerful as this moving, evocative book“). Kelly Thompson fasst This One Summer bei Comic Book Review als einen nahezu perfekten emotionalen Blick auf einen Sommer zusammen, in dem sich zwei junge Freundinnen langsam auseinanderentwickeln („a beautiful and emotional look at one summer in the lives of two young friends slowly growing apart“). Die Tamakis setzten ihre Geschichte mühelos und wunderschön um („so effortless and beautifully executed that it delivers […] a stunning, emotionally engaging, beating heart of a book“), wobei insbesondere durch die Zeichnungen ein emotional fesselndes Buch entstanden sei („[t]hough Mariko Tamaki’s writing is lovely […] and expertly restrained, it is Jillian Tamaki’s perfect visuals that creep into your soul and take root forever“). Die Geschichte falle dabei nie rührselig oder melodramatisch aus, sondern werde ruhig und nuanciert erzählt und fühlte sich gerade deswegen authentisch an („it never tips into melodrama, instead preferring to be quiet and nuanced and thus infinitely relatable, real, and emotional“).
Außerhalb der medialen Rezeption war das Werk aber auch Gegenstand von Kritik. This One Summer belegte im Jahr 2016 den ersten Platz der Liste der zehn umstrittensten Bücher der American Library Association in den Vereinigten Staaten („Top Ten Most Challenged Books in 2016“). Aufgrund zahlreicher Beschwerden wurde die Graphic Novel mehrfach zugangsbeschränkt, umgelagert oder vollständig aus Bibliotheksbeständen entfernt. Grund für die Beschwerden waren die offene Darstellung von LGBT-Charakteren, Drogenkonsum, vulgäre Ausdrucksweisen, sexuell expliziter Inhalt und Erwachsenenthemen („banned because it includes LGBT characters, drug use, and profanity, and it was considered sexually explicit with mature themes“). 2018 erfolgte ein weiterer Eintrag aus ähnlichen Gründen auf Platz sieben der gleichen Liste („banned and challenged for profanity, sexual references, and certain illustrations“).

## Auszeichnungen
Bereits im Erscheinungsjahr 2014 wurde This One Summer in den Vereinigten Staaten mit einem Ignatz Award in der Kategorie „Outstanding Graphic Novel“ und in Kanada mit dem Governor General’s Award in der Kategorie „Children’s Literature (Illustration)“ ausgezeichnet. Darüber hinaus erhielt die Graphic Novel nennenswerte Leseempfehlungen, zum Beispiel als Notable Children’s Book von The New York Times in der Kategorie „Young Adult“ oder Horn Book Fanfare Best Books in der Kategorie „Fiction“. This One Summer fange den Sommer von Rose gekonnt ein, in dem sie sich von kindlichen Interessen zu lösen beginne und erstes Interesse an der (verwirrenden) Welt der Erwachsenen zeige („Rose’s summer on the cusp of adolescence, caught between her younger friend’s childish interests and the compelling (but confusing) adult world“).
2015 erhielt der Comic einen Eisner Award in der Kategorie „Best Graphic Album: New (Bester neuer Graphic Novel)“, einen Joe Shuster Award in der Kategorie „Outstanding Writer“ sowie den Lynd Ward Graphic Novel Prize. Am 2. Februar 2015 wurde This One Summer als erste Graphic Novel als Caldecott Honor Book als „Most Distinguished American Picture Book for Children“ ausgezeichnet. Die Comickünstlerinnen waren dankbar, zeigten sich aber ebenfalls überrascht. Es sei großartig und wunderbar auf diese Art Wertschätzung und Zuspruch zu erfahren, es zeige dass man auf der richtigen Spur sei („it’s great to get some recognition and encouragement in this crazy profession you’ve chosen, [i]t says that you’re on the right track“). Nur einen Tag davor wurde das Werk als Printz Honor Book für „Excellence in Literature for Young Adults“ geehrt. Die Printz Honor, welche sich auf Literatur für junge Erwachsene („young adult literature“) konzentriert, wurde bis zur Auszeichnung von This One Summer nur ein einziges Mal an eine Graphic Novel vergeben: American Born Chinese von Gene Len Yang aus dem Jahr 2006. This One Summer befand sich in dem Jahr auf weiteren Listen für besondere Lesempfehlungen, darunter YALSA Great Graphic Novels for Teens in der Kategorie „Fiction“ und Best Books von Publishers Weekly. Laut Publisher Weekly handelt es sich bei This One Summer um eine wunderschöne Erzählung eines prä-adoleszenten Sommers („beautifully rendered tale of a pre-adolescent summer“).
2016 erhielt Ein Sommer am See in Deutschland sowohl einen Rudolph-Dirks-Award in der Kategorie „Jugenddrama / Coming of Age“, als auch einen Max-und-Moritz-Preis in der Kategorie „Bester internationaler Comic“.